# وجب
وَجَب (فارسی افغانستان: بِلِست)، یکای طول و برابر با عرض دست بازشدهٔ انسان است. هر وجب ۲۰ سانتیمتر است.
فاصله بین نوک انگشت شست و نوک انگشت کوچک(کلیک) در حالت باز بودن کف دست.